# 格劳利
格劳利（Karauli），是印度拉贾斯坦邦格劳利县的一个城镇，有Utangan河流經。总人口75199（2018年）。

## 人口
该地2001年总人口66179人，其中男性35156人，女性31023人；0—6岁人口12333人，其中男6476人，女5857人；识字率53.39%，其中男性为64.54%，女性为40.76%。